# Staci Keanan
Staci Keanan, nata Anastasia Love Sagorsky (Devon, 6 giugno 1975), è un'attrice statunitense.

## Filmografia parziale

### Cinema
- Lisa... sono qui per ucciderti! (Lisa), regia di Gary Sherman (1990)
- Ecstasy Generation (Nowhere), regia di Gregg Araki (1997)
- Ancora tu! (You Again), regia di Andy Fickman (2010)
- Death and Cremation, regia di Justin Steele (2010)

### Televisione
- Conquisterò Manhattan (I'll Take Manhattan) – miniserie TV (1987)
- I miei due papà (My Two Dads) – serie TV, 60 episodi (1987-1990)
- Going Places – serie TV, 19 episodi (1990-1991)
- Lois & Clark - Le nuove avventure di Superman (Lois & Clark: The New Adventures of Superman) – serie TV, un episodio (1997)
- Una bionda per papà (Step By Step) – serie TV, 160 episodi (1991-1998)
- Un detective in corsia (Diagnosis: Murder) – serie TV, un episodio (1998)

## Riconoscimenti
- Young Artist Award
  - 1988: "Best Young Actress Starring in a New Television Comedy Series" (My Two Dads)